# Talon aiguille
Pour le film de Pedro Almodóvar, voir Talons aiguilles.

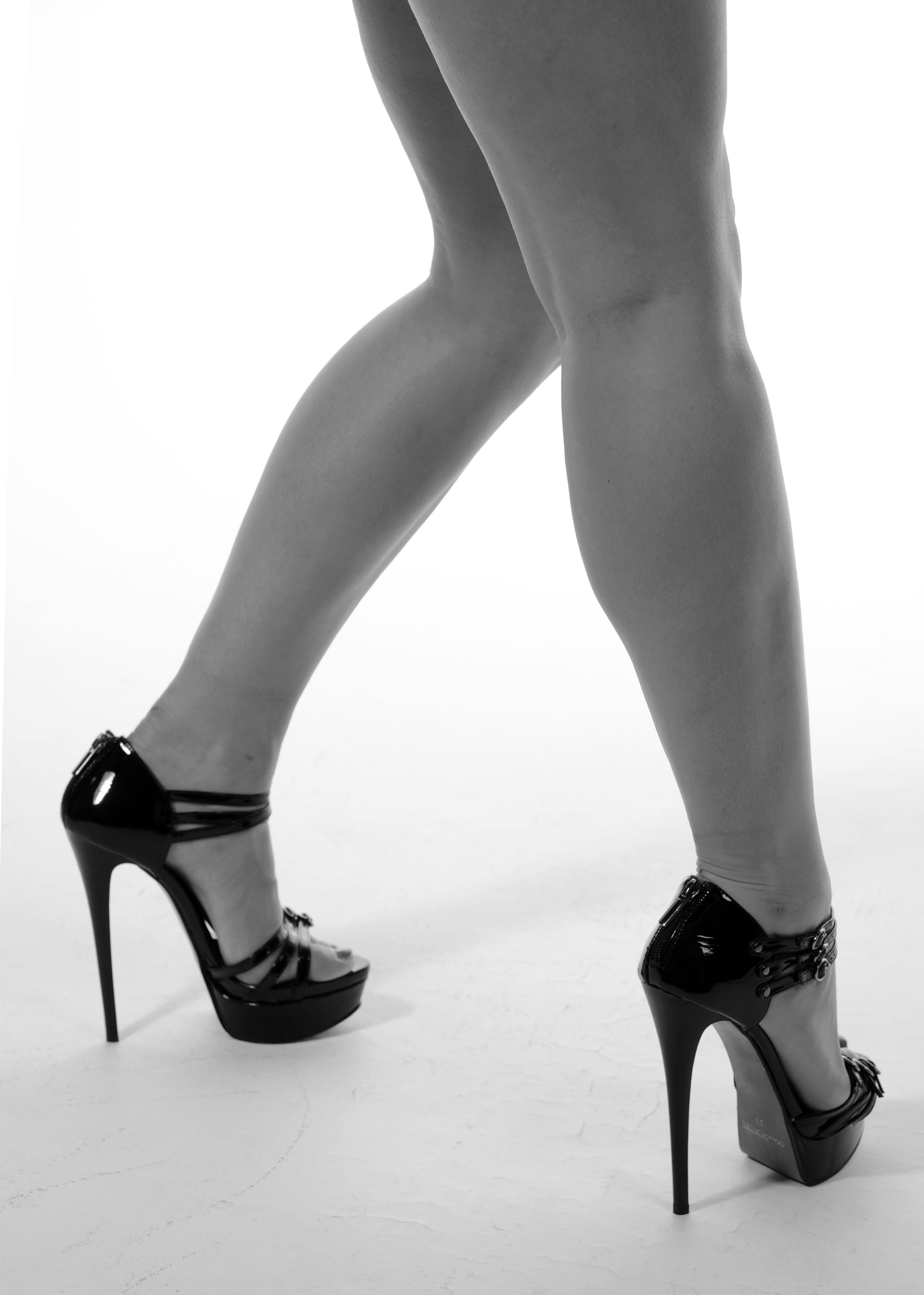
Chaussures à talon aiguille.

Le talon aiguille est une forme de talon mince et haut, à bout pointu, généralement attribué aux chaussures et aux bottes, habituellement portées par les femmes. Il varie entre 2,5 centimètres (1 pouce) et 25 cm (10 pouces), voire plus lorsqu'une semelle compensée est incluse. 
Le talon aiguille possède une histoire, démontrée par des dessins fétichistes datant des années 1800, qui l'associent à un fantasme sexuel. À la fin des années 1950 et au début des années 1960, la forme de leur pointe, conçue par des cordonniers italiens, ne dépassait pas 5 mm et cet accessoire de mode symbolisait alors l'élégance féminine. Son port est déconseillé par le corps médical en raison des dommages physiques qu'il occasionne. Pour ce motif mais également en tant qu'instrument d'objectification sexuelle des femmes et parce qu'il entrave leurs mouvements, il est, à l'image du corset, critiqué par les courants féministes depuis les années 1960.
Le talon aiguille moderne est fabriqué à base d'un plastique moulé et possède parfois une tige ou un alliage en métal pour le renfort.

## Histoire

### Fabrication et conception
Historiquement, des dessins fétichistes datant des années 1800 démontrent le port du talon aiguille comme un fantasme sexuel,. 
L'apparition du talon aiguille remonte aux années 1930, et sa conception est attribuée à plusieurs couturiers et fabricants,. Les précurseurs des talons aiguilles sont possiblement les chopines provenant des prostituées de Venise, qui ont été originellement confectionnées pour éviter tout contact avec la saleté au sol, et qui sont par la suite devenues un symbole de puissance et de statut social ; et plus tard, les chaussures à semelles compensées à la période d'avant-guerre durant les années 1940,. Ces chaussures perdent cependant en popularité à la fin de la Seconde Guerre mondiale. La réintégration des hommes à la vie civile signifie un retour de la domesticité, encourageant les femmes à retrouver leur place au foyer. La mode met en avant la féminité et tout ce qui lui est lié, dont le talon aiguille. En 1951, le styliste Charles Jourdan décide d’amincir le talon de l'escarpin classique et de le rehausser à 8 cm de hauteur. Cependant, il semble indirectement que l'inventeur du talon aiguille soit le styliste André Perugia, qui avait conçu des chaussures aux talons similaires portées par la chanteuse parisienne Mistinguett dans les années 1940,. 
Les matériaux initialement utilisés pour la conception du talon aiguille impliquaient le bois et le plastique mais leur résistance était mise à rude épreuve. De ce fait, en 1954, le chausseur Roger Vivier, qui travaillait à cette époque pour Christian Dior, eut l'idée d'insérer une tige en métal ou en plastique dans le talon afin de le rendre plus résistant,,,, ; cette technique remplace rapidement le talon en bois. Conçu à partir d'un talon Louis XV effilé vers le bas, le talon aiguille « termine la silhouette d'un coup de crayon », selon Viviers, et mesurait 3 à 5 cm de hauteur, à l'époque. Kristin S. Wagner est également crédité dans le succès du talon aiguille à la mode,.
À la suite de la conception de la minijupe durant les années 1960, les bottes à talons aiguilles font leur apparition.

### Popularisation et impacts

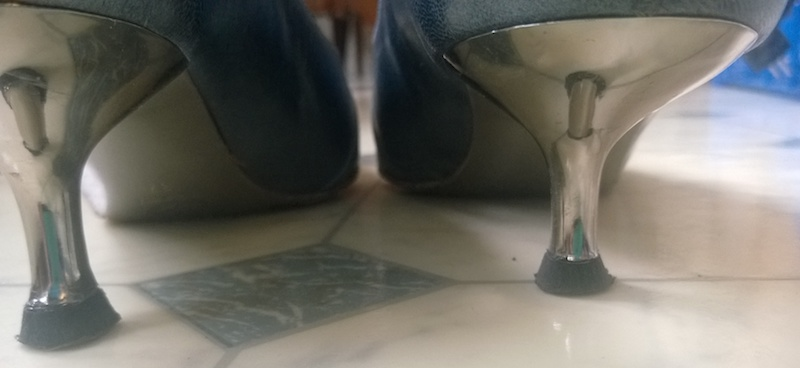
Petits talons aiguilles miroir

Leur conception mise au point, les talons aiguilles se popularisent et se médiatisent à grande échelle durant les années 1950 et 1960. Leur existence est pour la première fois dévoilée dans le magazine américain Daily Telegram, le 10 septembre 1953, sous le terme de « stiletto » pour sa ressemblance avec le poignard-stylet de même nom, dont le talon imite le profil effilé. Cependant le mot « stiletto » appliqué à la chaussure féminine est connu depuis les années 1930. Le succès des talons haut s'épuise après les années 1960, aux alentours des années 1980 et 1990, avant de revenir dans le commerce au XXIe siècle.
Des vedettes de cinéma telles que Gina Lollobrigida, Ava Gardner et Marilyn Monroe qui avaient adopté ce type de talon, ont également contribué à sa popularisation. L'italien Salvatore Ferragamo, chausseur de stars d'Hollywood, retravaille le talon aiguille qui prend encore de la hauteur ; des talons de 12 cm font leur apparition. Le talon aiguille est parfois revisité dans une forme plus courbe (talon virgule) mais toujours très haut par des stylistes tels que Free Lance.
Le talon aiguille gagne de l'ampleur à partir de l'année 2000, depuis que les jeunes filles ajoutent une petite touche de féminité en portant des vêtements du quotidien tels que les jupes ou les jeans,.

## Apparence

### Image renvoyée
Les talons aiguilles sont considérés comme une icône fétichiste ambivalente, car ils représentent d'un côté un aspect chic et dominateur attribué aux « femmes fatales » et aux dominatrices, et d'un autre un attribut de soumission.

### Illusion souhaitée

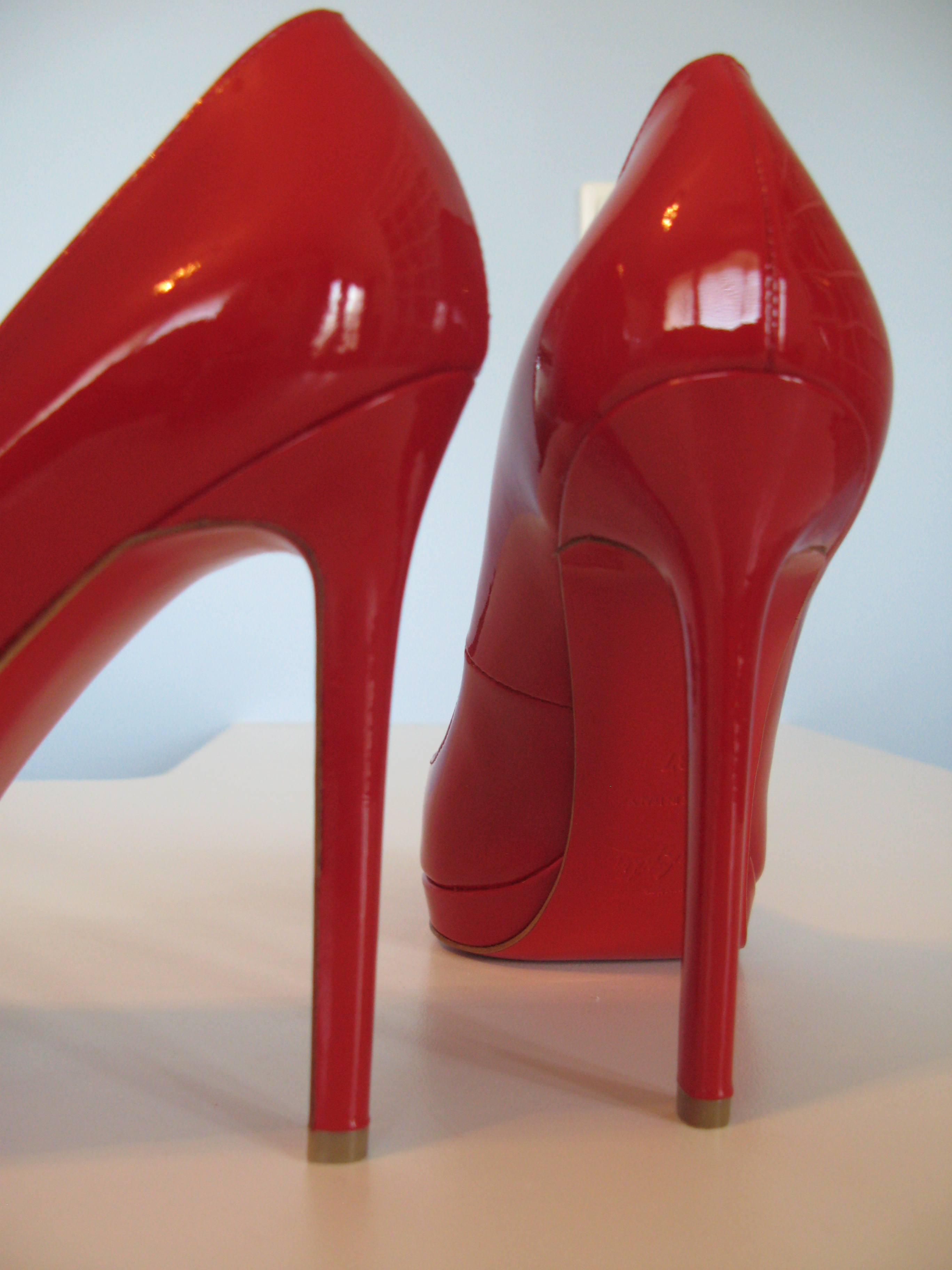
Détail d'une Pigalle avec un talon de 12 cm.

Les talons donnent l'illusion optique d'une jambe plus longue et plus mince, ainsi que d'un petit pied, et une taille plus grande. Ils modifient également la posture, la démarche, la flexion des muscles du mollet, avec pour conséquence une plus grande proéminence du buste et des fesses ce qui est supposé accentuer la sexualisation du corps de la femme et la rendre visuellement plus attirante.

## Inconvénients

### Controverses
Néanmoins, ils suscitent de nombreuses controverses et critiques négatives dans les années 1960. Pour certains féministes, ce type de talon indiquait un stéréotype sexuel et dominateur pour les hommes envers les femmes, ainsi qu'un « objet de fantasmes » attribuant une silhouette plus fine et élancée à celles qui les portent. S'il élève la femme physiquement, il l'abaisse également par l'inconfort qu'il suscite, l'entrave à la mobilité qu'il représente et la connotation sexuelle fétichiste qui lui est attachée.

### Dommages physiques
En plus des inconvénients posturaux secondaire aux talons hauts qui causent des dommages aux tendons, des déformations osseuses et des maux de dos, les talons aiguilles obligent à se tenir quasiment sur la pointe des pieds et transmettent une grande quantité de poids dans un espace restreint ; ils sont donc souvent renforcés par un tube de métal ou un plastique dur inséré.

### Législation
Cette grande pression exercée par de tels talons a pu justifier leur interdiction dans certains espaces publics, par crainte de dégrader les tapis et sols fragiles, notamment les parquets,,.

## Médias
Il existe plusieurs concours où les candidates et les candidats doivent faire une course en talons aiguilles : Stiletto Races, Stiletto Run, Glam Run,, Carrera de Tacones, etc. En Allemagne, le magazine Glamour sponsorise ce type de course, qui se popularise progressivement dans le monde entier, et où les chutes itératives des participantes amusent le public,,,.